# 518 a. C.
El año 518 a. C. fue un año del calendario romano prejuliano. En el Imperio Romano, fue conocido como el año 236 Ab Urbe condita.

## Acontecimientos
- Darío I viaja a Egipto.
- Darío I envía una expedición al Río Indo.
- Construcción de Persépolis.

- Datos: Q242247